# Concursul Muzical Eurovision 2011
Concursul Muzical Eurovision 2011 a fost 56-a ediție a Concursului Muzical Eurovision. Competiția a avut loc în mai 2011 în Düsseldorf, Germania, ca urmare a câștigării Concursului Muzical Eurovision 2010 de către această țară cu piesa „Satellite” a Lenei Meyer-Landrut. Competiția s-a desfășurat în Arena Esprit, care a învins alte trei săli de pe teritoriul Germaniei în cadrul unei licitații de la finalul anului 2010.
Semifinalele au avut loc pe 10 mai și 12 mai 2011, iar finala a avut loc pe 14 mai 2011, câștigătorul fiind Azerbaidjan cu 221 de puncte.. 43 de țări și-au anunțat participarea la concurs, Austria, Italia, San Marino și Ungaria revenind după o perioadă de absență.

## Sală

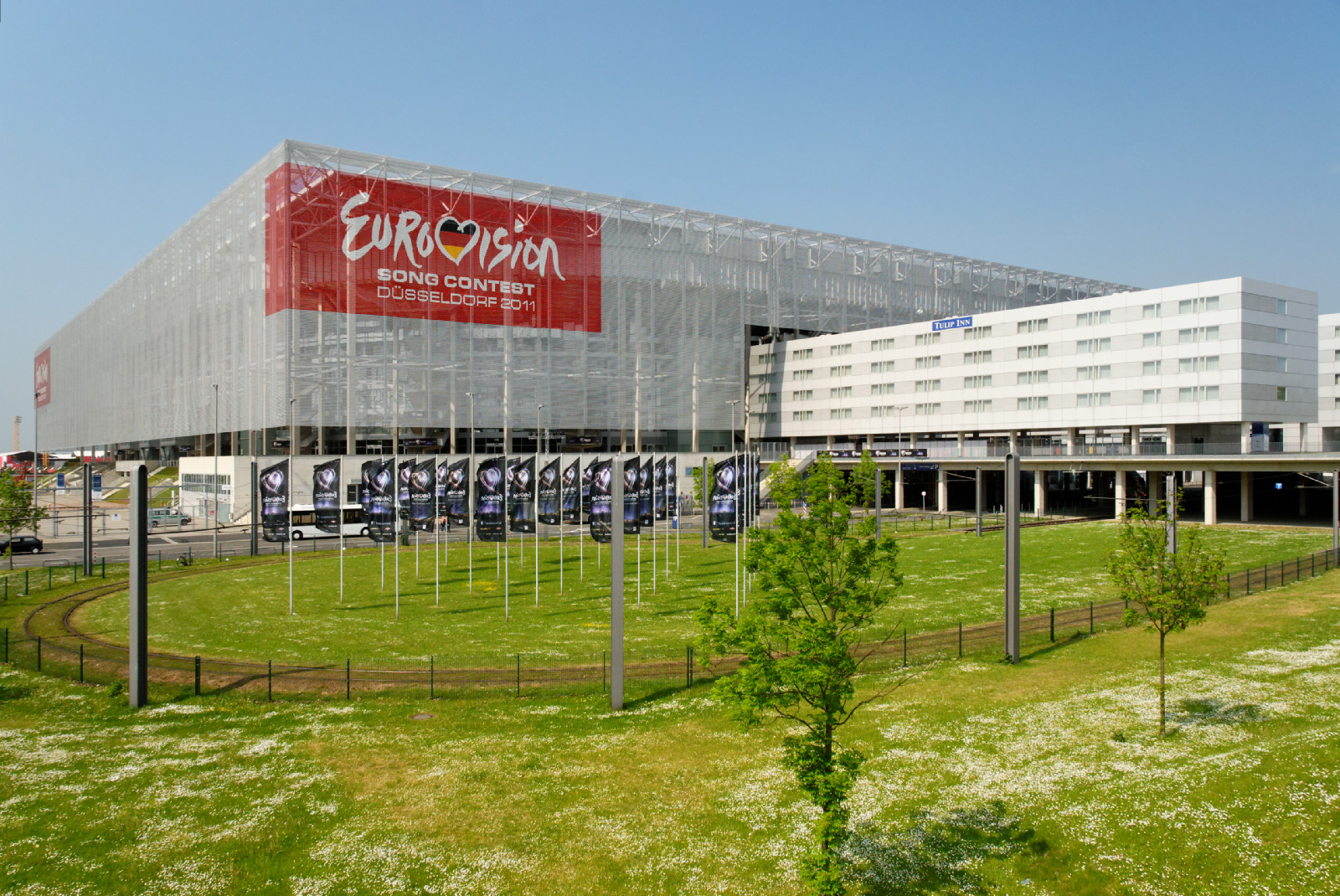
Arena Esprit, sala care a găzduit ediția din 2011 a concursului.

Televiziunea germană NDR a anunțat pe 12 octombrie 2010 că Arena Esprit din Düsseldorf va găzdui concursul. Ediția din 2011 a fost a treia ocazie cu care Germania a găzduit concursul, după anii 1957 și 1983, însă e prima oară când l-a găzduit ca o țară unificată. Germania este și prima țară din grupul „Big Five” care a câștigat concursul de la adoptarea din 2000 a regulii conform căreia, alături de țara câștigătoare din anul precedent, cei mai mari cinci contribuitori financiari la Uniunea Europeană de Radio-Televiziune (Germania, Franța, Italia, Regatul Unit și Spania) se califică direct în finală, indiferent de rezultatele din anii precedenți.

### Perioada licitației
23 de orașe au prezentat oferte televiziunii NDR. 8 dintre acestea au continuat să-și manifeste interesul pentru găzduirea concursului: Berlin, Düsseldorf, Frankfurt pe Main, Gelsenkirchen, Hamburg, Hanovra, Köln și München. Pe 21 august 2010, NDR a anunțat că patru dintre aceste orașe s-au înscris în mod oficial pentru găzduirea concursului: Berlin, Düsseldorf, Hamburg și Hanovra. Fiecare dintre acestea plănuiau să organizeze concursul în următoarele locații:
- Berlin: Cort de dimensiune mare, pe terenul din apropierea fostului aeroport Tempelhof (NDR a respins oferta, datorită condițiilor acustice nefavorabile);
- Düsseldorf: Arena Esprit;
- Hamburg: Centrul expozițional din Hamburg;
- Hanovra: Centrul expozițional din Hanovra.

### Arena Esprit
Ziarul Der Westen a anunțat că activitatea de construcție și demontare a scenei din Arena Esprit va permite închirierea stadionului pe o perioadă de 6 săptămâni. Stadionul este suficient de mare pentru ca 24 000 de spectatori să poată încăpea în el. Düsseldorf poate oferi 23 000 de paturi în hoteluri și alte 2 000 prin împrejurimile orașului și pe vase de pe râul Rin. Aeroportul Internațional Düsseldorf se află în apropiere, iar o sală de atletism din apropierea Arenei Esprit a fost utilizată ca centru de presă, având 1 500 de locuri pentru jurnaliști. Anunțurile publicitare au fost înlăturate din arenă, iar abonații anuali la meciurile echipei de fotbal Fortuna Düsseldorf au primit o compensare. Renovarea Stadionului Paul-Janes la cerințele 2. Fußball-Bundesliga a impus orașului costuri estimate la câteva milioane de euro.

### Tema evenimentului și vânzarea biletelor
Pe 13 octombrie 2010, Thomas Schreiber, coordonatorul ARD, a dezvăluit detalii generale cu privire la eveniment: Arena Esprit a fost divizată în două părți: într-una din ele a fost construită scena, iar cealaltă a conținut cabine pentru artiști și delegațiile lor. O sală de atletism din apropierea Arenei Esprit a fost utilizată ca centru de presă. Arena Esprit a putut oferi locuri confortabile relativ aproape de scenă, ceea ce a creat o atmosferă de concert de interior, nu una de stadion de fotbal. În total, s-au vândut bilete pentru șapte spectacole: finala, cele două semifinale și patru repetiții generale.
Vânzarea biletelor a început pe 11 decembrie 2010, la ora 11:12 (UTC) pe situl http://www.dticket.de/ Arhivat în 4 mai 2011, la Wayback Machine., singurul distribuitor autorizat de bilete pentru Concursul Muzical Eurovision 2011. Cele 32 000 de bilete pentru finală au fost vândute în mai puțin de 6 ore. După ce pozițiile camerelor de luat vederi au fost determinate, s-au mai vândut câteva mii de bilete. Biletele pentru semifinale au început să fie vândute la mijlocul lunii ianuarie 2011.

## Format
Grupul „Big Four”, împreună cu țara gazdă, s-a calificat automat în finală. În cazul ediției din 2011, Germania a fost, simultan, o țară din grupul „Big Four” și gazda concursului, rezultând un loc vacant în finală. La o ședință a Grupului de Referință al EBU care a avut loc la Belgrad, s-a decis ca numărul de participanți să fie scăzut de la 25 la 24. Totuși, datorită revenirii în concurs a Italiei, care s-a calificat automat în finală, numărul de finaliști a rămas neschimbat. Astfel, grupul „Big Four” („marile patru”) a devenit „Big Five” („marile cinci”).
Pe 20 august 2010 s-a anunțat părăsirea postului de supervizor executiv al Concursului Muzical Eurovision la sfârșitul anului 2010 de către Svante Stockselius. De la 1 ianuarie 2011, funcția lui este ocupată de Jon Ola Sand, așa cum s-a anunțat pe 26 noiembrie 2010.

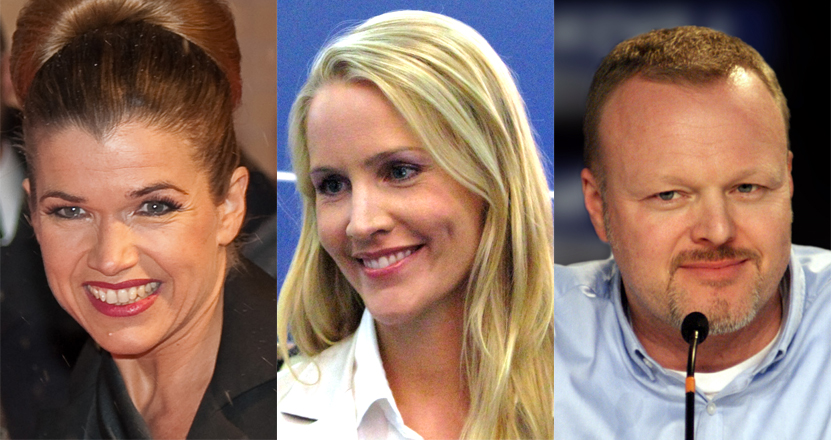
Prezentatori: Anke Engelke, Judith Rakers, Stefan Raab

### Prezentatori
NDR a dezvăluit componența grupului de prezentatori pentru ediția din 2011 a concursului pe 16 decembrie 2010: Anke Engelke, Judith Rakers și Stefan Raab. A fost a treia ocazie cu care trei persoane au prezentat competiția, după 1999 și 2010.

### Alocarea în urne
Luni, 17 ianuarie 2011, a avut loc tragerea la sorți pentru împărțirea țărilor în cele două semifinale. Națiunile participante au fost împărțite în 6 urne în funcție de modul în care acestea au votat în edițiile precedente. Numele țărilor semifinaliste au fost extrase din fiecare urnă și s-a decis în care jumătate a cărei semifinale urma să participe fiecare. Tragerea la sorți a decis și în care semifinală avea să voteze fiecare dintre țările din grupul „Big Five” (Franța, Germania, Italia, Regatul Unit și Spania). Israelul a participat în cea de-a doua semifinală, pentru a evita o retragere din cauza faptului că pe 10 mai este ziua memorială a acestei țări.
| Urna 1                                                                                          | Urna 2                                                         | Urna 3                                                                           |
| ----------------------------------------------------------------------------------------------- | -------------------------------------------------------------- | -------------------------------------------------------------------------------- |
| - Albania - Bosnia și Herțegovina - Croația - Elveția - Republica Macedonia - Serbia - Slovenia | - Danemarca - Estonia - Finlanda - Islanda - Norvegia - Suedia | - Azerbaidjan - Belarus - Georgia - Israel - Republica Moldova - Rusia - Ucraina |
| Urna 4                                                                                          | Urna 5                                                         | Urna 6                                                                           |
| - Armenia - Belgia - Cipru - Grecia - Turcia - Țările de Jos                                    | - Irlanda - Letonia - Lituania - Malta - Portugalia - România  | - Austria - Bulgaria - Polonia - San Marino - Slovacia - Ungaria                 |

## Țări participante
43 de țări și-au confirmat participarea la ediția din 2011 a concursului, inclusiv Austria, Italia, San Marino și Ungaria, care au revenit după o perioadă de absență. Și Muntenegru s-a înscris, pe 4 decembrie 2010, dar nu a găsit sponsori și a renunțat pe 23 decembrie 2010, cu două zile înainte de termen. Slovacia a declarat inițial că nu va fi prezentă la Concursul Muzical Eurovision 2011, dar s-a aflat, apoi, pe lista oficială de participanți confirmați.
La o ședință din Belgrad de pe 28 august 2010, Uniunea Europeană de Radio-Televiziune (EBU) a decis că fiecare țară trebuie să-și aleagă reprezentantul și piesa înainte de 14 martie 2011, când a avut loc la Düsseldorf tragerea la sorți pentru ordinea de intrare în concurs. 

### Semifinale

#### Semifinala 1
- Prima semifinală a avut loc la Düsseldorf pe 10 mai 2011.
- Cele mai bine plasate 10 țări în funcție de scor s-au calificat în finală.
- Regatul Unit și Spania au votat în această semifinală.[21]
- Țările evidențiate s-au calificat în finală.[24]

| Nr. de intrare | Țară        | Limbă             | Artist                        | Cântec                  | Traducere                   | Loc | Puncte |
| -------------- | ----------- | ----------------- | ----------------------------- | ----------------------- | --------------------------- | --- | ------ |
| 01             | Polonia     | poloneză          | Magdalena Tul                 | „Jestem”                | Eu sunt                     | 19  | 18     |
| 02             | Norvegia    | engleză, swahili  | Stella Mwangi                 | „Haba Haba”             | Puțin câte puțin            | 17  | 30     |
| 03             | Albania     | albaneză, engleză | Aurela Gaçe                   | „Feel the Passion”      | Simte pasiunea              | 13  | 47     |
| 04             | Armenia     | armeană, engleză  | Emmy                          | „Boom Boom”             | Bum, bum                    | 12  | 54     |
| 05             | Turcia      | engleză           | Yüksek Sadakat                | „Live It Up”            | Trăiește la maxim           | 14  | 47     |
| 06             | Serbia      | sârbă             | Nina                          | „Čaroban” („Чаробан”)   | Magic                       | 8   | 67     |
| 07             | Rusia       | engleză           | Alexei Vorobiov               | „Get You”               | Te prind                    | 9   | 64     |
| 08             | Elveția     | engleză           | Anna Rossinelli               | „In Love for a While”   | Îndrăgostiți pentru o vreme | 10  | 55     |
| 09             | Georgia     | engleză           | Eldrine                       | „One More Day”          | Încă o zi                   | 6   | 74     |
| 10             | Finlanda    | engleză           | Paradise Oskar                | „Da Da Dam”             | —                           | 3   | 103    |
| 11             | Malta       | engleză           | Glen Vella                    | „One Life”              | O viață                     | 11  | 54     |
| 12             | San Marino  | engleză           | Senit                         | „Stand By”              | Așteptare                   | 16  | 34     |
| 13             | Croația     | engleză           | Daria Kinzer                  | „Celebrate”             | Sărbătorește                | 15  | 41     |
| 14             | Islanda     | engleză           | Sjónni's Friends              | „Coming Home”           | Venind acasă                | 4   | 100    |
| 15             | Ungaria     | engleză, maghiară | Kati Wolf                     | „What About My Dreams?” | Cum rămâne cu visele mele?  | 7   | 72     |
| 16             | Portugalia  | portugheză        | Homens da Luta                | „A luta é alegria”      | Lupta este bucurie          | 18  | 22     |
| 17             | Lituania    | engleză, franceză | Evelina Sašenko               | „C'est ma vie”          | Este viața mea              | 5   | 81     |
| 18             | Azerbaidjan | engleză           | Ell și Nikki                  | „Running Scared”        | Alergând speriat            | 2   | 122    |
| 19             | Grecia      | engleză, greacă   | Loucas Yiorkas și Stereo Mike | „Watch My Dance”        | Privește-mi dansul          | 1   | 133    |

#### Semifinala 2
- Cea de-a doua semifinală a avut loc la Düsseldorf pe 12 mai 2011.
- Cele mai bine plasate 10 țări în funcție de scor s-au calificat în finală.
- Franța, Germania și Italia au votat în această semifinală.[21]
- Țările evidențiate s-au calificat în finală.[28]

| Nr. de intrare | Țară                  | Limbă                | Artist              | Cântec                                            | Traducere                     | Loc | Puncte |
| -------------- | --------------------- | -------------------- | ------------------- | ------------------------------------------------- | ----------------------------- | --- | ------ |
| 01             | Bosnia și Herțegovina | bosniacă, engleză    | Dino Merlin         | „Love in Rewind”                                  | Dragoste în reluare           | 5   | 109    |
| 02             | Austria               | engleză              | Nadine Beiler       | „The Secret Is Love”                              | Secretul este iubirea         | 7   | 69     |
| 03             | Țările de Jos         | engleză              | 3JS                 | „Never Alone”                                     | Niciodată singur              | 19  | 13     |
| 04             | Belgia                | engleză              | Witloof Bay         | „With Love Baby”                                  | Cu dragoste, dragă            | 11  | 53     |
| 05             | Slovacia              | engleză              | TWiiNS              | „I'm Still Alive”                                 | Încă sunt vie                 | 13  | 48     |
| 06             | Ucraina               | engleză              | Mika Newton         | „Angels”                                          | Îngeri                        | 6   | 81     |
| 07             | Republica Moldova     | engleză              | Zdob și Zdub        | „So Lucky”                                        | Atât de norocos               | 10  | 54     |
| 08             | Suedia                | engleză              | Eric Saade          | „Popular”                                         | Popular                       | 1   | 155    |
| 09             | Cipru                 | greacă               | Christos Mylordos   | „San ággelos s'agápisa” („Σαν άγγελος σ'αγάπησα”) | Ca un înger te-am iubit       | 18  | 16     |
| 10             | Bulgaria              | bulgară              | Poli Genova         | „Na inat” („На инат”)                             | În ciuda (tuturor lucrurilor) | 12  | 48     |
| 11             | Republica Macedonia   | engleză, macedoneană | Vlatko Ilievski     | „Rusinka” („Русинкa”)                             | Rusoaica                      | 16  | 36     |
| 12             | Israel                | ebraică, engleză     | Dana International  | „Ding Dong”                                       | —                             | 15  | 38     |
| 13             | Slovenia              | engleză              | Maja Keuc           | „No One”                                          | Nimeni                        | 3   | 112    |
| 14             | România               | engleză              | Hotel FM            | „Change”                                          | Schimbare                     | 4   | 111    |
| 15             | Estonia               | engleză              | Getter Jaani        | „Rockefeller Street”                              | Strada Rockefeller            | 9   | 60     |
| 16             | Belarus               | engleză              | Anastasia Vinnikova | „I Love Belarus”                                  | Iubesc Belarusul              | 14  | 45     |
| 17             | Letonia               | engleză              | Musiqq              | „Angel in Disguise”                               | Înger deghizat                | 17  | 25     |
| 18             | Danemarca             | engleză              | A Friend In London  | „New Tomorrow”                                    | O nouă zi de mâine            | 2   | 135    |
| 19             | Irlanda               | engleză              | Jedward             | „Lipstick”                                        | Ruj                           | 8   | 68     |

### Finala
- Finala a avut loc pe 14 mai 2011.
- Numai grupul „Big Five” s-a calificat automat în finală.
- Încă 20 de țări semifinaliste s-au calificat în finală. În total, au existat 25 de finaliști.

| Nr. de intrare | Țară                  | Limbă             | Artist                        | Cântec                    | Traducere                   | Loc | Puncte |
| -------------- | --------------------- | ----------------- | ----------------------------- | ------------------------- | --------------------------- | --- | ------ |
| 01             | Finlanda              | engleză           | Paradise Oskar                | „Da Da Dam”               | —                           | 21  | 57     |
| 02             | Bosnia și Herțegovina | bosniacă, engleză | Dino Merlin                   | „Love in Rewind”          | Dragoste în reluare         | 6   | 125    |
| 03             | Danemarca             | engleză           | A Friend In London            | „New Tomorrow”            | O nouă zi de mâine          | 5   | 134    |
| 04             | Lituania              | engleză, franceză | Evelina Sašenko               | „C'est ma vie”            | Este viața mea              | 19  | 63     |
| 05             | Ungaria               | engleză, maghiară | Kati Wolf                     | „What About My Dreams?”   | Cum rămâne cu visele mele?  | 22  | 53     |
| 06             | Irlanda               | engleză           | Jedward                       | „Lipstick”                | Ruj                         | 8   | 119    |
| 07             | Suedia                | engleză           | Eric Saade                    | „Popular”                 | Popular                     | 3   | 185    |
| 08             | Estonia               | engleză           | Getter Jaani                  | „Rockefeller Street”      | Strada Rockefeller          | 24  | 44     |
| 09             | Grecia                | engleză, greacă   | Loucas Yiorkas și Stereo Mike | „Watch My Dance”          | Privește-mi dansul          | 7   | 120    |
| 10             | Rusia                 | engleză           | Alexei Vorobiov               | „Get You”                 | Te prind                    | 16  | 77     |
| 11             | Franța                | corsicană         | Amaury Vassili                | „Sognu”                   | Vis                         | 15  | 82     |
| 12             | Italia                | engleză, italiană | Raphael Gualazzi              | „Madness of Love”         | Nebunia iubirii             | 2   | 189    |
| 13             | Elveția               | engleză           | Anna Rossinelli               | „In Love for a While”     | Îndrăgostiți pentru o vreme | 25  | 19     |
| 14             | Regatul Unit          | engleză           | Blue                          | „I Can”                   | Eu pot                      | 11  | 100    |
| 15             | Republica Moldova     | engleză           | Zdob și Zdub                  | „So Lucky”                | Atât de norocos             | 12  | 97     |
| 16             | Germania              | engleză           | Lena Meyer-Landrut            | „Taken by a Stranger”     | Luată de un străin          | 10  | 107    |
| 17             | România               | engleză           | Hotel FM                      | „Change”                  | Schimbare                   | 17  | 77     |
| 18             | Austria               | engleză           | Nadine Beiler                 | „The Secret Is Love”      | Secretul este iubirea       | 18  | 64     |
| 19             | Azerbaidjan           | engleză           | Ell și Nikki                  | „Running Scared”          | Alergând speriat            | 1   | 221    |
| 20             | Slovenia              | engleză           | Maja Keuc                     | „No One”                  | Nimeni                      | 13  | 96     |
| 21             | Islanda               | engleză           | Sjónni's Friends              | „Coming Home”             | Venind acasă                | 20  | 61     |
| 22             | Spania                | spaniolă          | Lucía Pérez                   | „Que me quiten lo bailao” | Nu-mi mai pasă de nimic[A]  | 23  | 50     |
| 23             | Ucraina               | engleză           | Mika Newton                   | „Angels”                  | Îngeri                      | 4   | 159    |
| 24             | Serbia                | sârbă             | Nina                          | „Čaroban” („Чаробан”)     | Magic                       | 14  | 85     |
| 25             | Georgia               | engleză           | Eldrine                       | „One More Day”            | Încă o zi                   | 9   | 110    |

- A ^ „Que me quiten lo bailao” (forma standard: „bailado”) este o expresie populară spaniolă a cărei traducere literală este „Să-mi ia ce am dansat!”, provocare imposibil de realizat, căci un individ nu poate fi privat, ca de un bun material, de momentele plăcute din viața sa, reprezentate prin metafora dansului, care nu pot fi suprimate/șterse cu buretele, ci vor exista pentru totdeauna în trecutul său.

## Tabele

### Semifinala 1
|            |             | Rezultate | Rezultate | Rezultate | Rezultate | Rezultate | Rezultate | Rezultate | Rezultate | Rezultate | Rezultate | Rezultate  | Rezultate | Rezultate | Rezultate | Rezultate  | Rezultate | Rezultate   | Rezultate | Rezultate | Rezultate   | Rezultate | Rezultate |
| Total      | Polonia     | Norvegia  | Albania   | Armenia   | Turcia    | Serbia    | Rusia     | Elveția   | Georgia   | Finlanda  | Malta     | San Marino | Croația   | Islanda   | Ungaria   | Portugalia | Lituania  | Azerbaidjan | Grecia    | Spania    | RegatulUnit |           |           |
| ---------- | ----------- | --------- | --------- | --------- | --------- | --------- | --------- | --------- | --------- | --------- | --------- | ---------- | --------- | --------- | --------- | ---------- | --------- | ----------- | --------- | --------- | ----------- | --------- | --------- |
| Concurenți | Polonia     | 18        |           | 3         |           |           |           |           |           |           | 4         |            |           |           |           |            | 4         |             | 2         |           |             |           | 5         |
| Concurenți | Norvegia    | 30        | 1         |           | 1         | 1         |           |           |           | 2         |           | 8          | 4         |           |           | 10         |           | 2           |           | 1         |             |           |           |
| Concurenți | Albania     | 47        |           |           |           |           | 8         |           |           | 6         |           |            |           | 8         | 7         |            |           | 4           |           | 2         | 12          |           |           |
| Concurenți | Armenia     | 54        | 2         |           |           |           | 7         |           | 8         |           | 8         |            | 7         | 7         |           | 4          |           |             |           |           | 8           | 3         |           |
| Concurenți | Turcia      | 47        |           |           | 12        |           |           |           | 2         | 5         | 3         |            | 2         | 10        |           |            |           |             |           | 12        |             |           | 1         |
| Concurenți | Serbia      | 67        | 6         | 7         | 2         |           |           |           | 4         | 12        |           | 7          | 3         | 3         | 12        | 5          |           | 1           | 3         |           |             | 2         |           |
| Concurenți | Rusia       | 64        |           | 4         | 3         | 12        | 3         | 6         |           |           | 5         | 3          |           | 1         | 5         | 3          | 3         | 3           | 5         | 5         | 3           |           |           |
| Concurenți | Elveția     | 55        | 3         | 6         |           | 3         |           | 2         |           |           |           | 6          |           |           | 2         | 6          | 8         | 5           | 6         |           |             | 6         | 2         |
| Concurenți | Georgia     | 74        | 5         |           |           | 8         | 10        | 4         | 5         |           |           | 1          | 8         | 2         |           |            | 1         |             | 12        | 8         | 10          |           |           |
| Concurenți | Finlanda    | 103       | 10        | 12        |           | 6         | 1         | 3         | 12        | 10        |           |            |           |           | 3         | 12         | 6         | 8           | 7         | 3         |             | 4         | 6         |
| Concurenți | Malta       | 54        |           | 2         | 6         | 7         | 2         | 5         |           |           | 6         |            |           | 12        | 4         |            | 2         |             | 1         | 7         |             |           |           |
| Concurenți | San Marino  | 34        |           |           | 8         | 5         | 5         |           |           |           | 1         |            | 6         |           | 1         |            |           |             |           | 6         | 2           |           |           |
| Concurenți | Croația     | 41        |           |           | 7         |           |           | 12        | 1         |           |           |            | 12        | 4         |           | 1          |           |             |           | 4         |             |           |           |
| Concurenți | Islanda     | 100       | 4         | 10        |           | 2         |           | 8         | 3         | 8         |           | 10         |           |           |           |            | 12        | 10          | 8         |           | 6           | 12        | 7         |
| Concurenți | Ungaria     | 72        |           | 5         |           |           | 6         | 10        |           |           |           | 12         | 1         |           | 6         | 7          |           |             |           |           | 5           | 10        | 10        |
| Concurenți | Portugalia  | 22        |           |           | 4         |           |           |           |           | 4         | 2         |            |           |           |           |            |           |             |           |           | 1           | 8         | 3         |
| Concurenți | Lituania    | 81        | 12        | 8         |           | 4         |           | 1         | 7         | 3         | 10        | 2          |           |           |           | 2          | 5         | 6           |           |           | 4           | 5         | 12        |
| Concurenți | Azerbaidjan | 122       | 8         |           | 5         |           | 12        |           | 10        | 1         | 12        | 5          | 10        | 5         | 10        | 8          | 7         | 7           | 10        |           | 7           | 1         | 4         |
| Concurenți | Grecia      | 133       | 7         | 1         | 10        | 10        | 4         | 7         | 6         | 7         | 7         | 4          | 5         | 6         | 8         |            | 10        | 12          | 4         | 10        |             | 7         | 8         |

### Semifinala 2
|            |                       | Rezultate | Rezultate     | Rezultate | Rezultate | Rezultate | Rezultate | Rezultate | Rezultate | Rezultate | Rezultate | Rezultate | Rezultate | Rezultate | Rezultate | Rezultate | Rezultate | Rezultate | Rezultate | Rezultate | Rezultate | Rezultate | Rezultate | Rezultate |
| Total      | Bosnia și Herțegovina | Austria   | Țările de Jos | Belgia    | Slovacia  | Ucraina   | Moldova   | Suedia    | Cipru     | Bulgaria  | Macedonia | Israel    | Slovenia  | România   | Estonia   | Belarus   | Letonia   | Danemarca | Irlanda   | Franța    | Germania  | Italia    |           |           |
| ---------- | --------------------- | --------- | ------------- | --------- | --------- | --------- | --------- | --------- | --------- | --------- | --------- | --------- | --------- | --------- | --------- | --------- | --------- | --------- | --------- | --------- | --------- | --------- | --------- | --------- |
| Concurenți | Bosnia și Herțegovina | 109       |               | 12        | 10        | 4         | 12        | 4         |           | 8         |           |           | 12        |           | 12        |           |           | 5         | 2         | 7         |           | 10        | 7         | 4         |
| Concurenți | Austria               | 69        | 7             |           | 3         |           | 5         | 1         |           | 4         | 4         | 10        |           | 1         | 7         |           | 2         |           |           | 5         | 2         | 1         | 12        | 5         |
| Concurenți | Țările de Jos         | 13        |               |           |           | 8         |           |           |           |           |           | 5         |           |           |           |           |           |           |           |           |           |           |           |           |
| Concurenți | Belgia                | 53        | 8             | 1         | 6         |           |           |           | 6         |           | 2         | 6         |           | 2         | 2         | 8         | 1         |           | 3         |           |           | 6         |           | 2         |
| Concurenți | Slovacia              | 48        | 6             | 3         |           | 3         |           | 12        | 7         |           |           |           | 3         |           | 3         | 3         |           | 3         |           |           | 5         |           |           |           |
| Concurenți | Ucraina               | 81        | 4             |           |           |           | 10        |           | 8         | 3         | 5         | 3         | 6         | 8         | 6         | 2         | 7         | 12        |           | 1         |           |           |           | 6         |
| Concurenți | Moldova               | 54        |               |           |           |           | 4         |           |           |           |           | 2         | 5         | 4         |           | 12        |           | 10        | 1         |           | 4         |           | 5         | 7         |
| Concurenți | Suedia                | 155       | 5             | 10        | 12        | 12        | 7         | 5         | 3         |           | 12        |           | 2         | 12        | 5         | 7         | 12        | 8         | 7         | 12        | 8         | 12        | 1         | 3         |
| Concurenți | Cipru                 | 16        |               |           |           |           |           | 6         |           |           |           |           |           |           |           |           |           |           |           |           |           |           | 2         | 8         |
| Concurenți | Bulgaria              | 48        |               | 2         | 2         | 1         |           |           | 5         | 1         | 10        |           | 1         |           | 4         |           |           |           |           | 4         | 1         | 3         | 4         | 10        |
| Concurenți | Macedonia             | 36        | 10            |           |           |           |           | 7         | 1         |           |           |           |           | 3         | 8         |           |           | 7         |           |           |           |           |           |           |
| Concurenți | Israel                | 38        |               |           | 5         | 2         |           |           |           | 5         | 1         |           | 7         |           |           | 4         |           | 6         |           |           |           | 7         |           | 1         |
| Concurenți | Slovenia              | 112       | 12            | 8         |           |           | 8         |           | 4         |           | 7         | 8         | 10        | 6         |           | 10        | 5         |           | 4         | 8         | 6         | 5         | 3         |           |
| Concurenți | România               | 111       |               | 6         | 4         | 10        | 6         |           | 12        | 7         | 8         | 1         | 4         | 7         |           |           | 6         |           | 5         | 6         | 3         | 8         | 6         | 12        |
| Concurenți | Estonia               | 60        |               | 5         |           | 6         |           | 8         |           | 6         |           | 4         |           | 5         |           |           |           | 1         | 8         | 3         | 10        | 4         |           |           |
| Concurenți | Belarus               | 45        | 2             |           |           |           | 1         | 10        | 10        |           | 3         |           | 8         |           |           | 1         | 4         |           | 6         |           |           |           |           |           |
| Concurenți | Letonia               | 25        |               | 4         |           |           |           |           |           | 2         |           |           |           |           |           |           | 8         | 2         |           | 2         | 7         |           |           |           |
| Concurenți | Danemarca             | 135       | 1             | 7         | 7         | 7         | 3         | 3         | 2         | 12        | 6         | 12        |           | 10        | 10        | 5         | 10        | 4         | 12        |           | 12        | 2         | 10        |           |
| Concurenți | Irlanda               | 68        | 7             |           | 1         | 5         | 2         | 2         |           | 10        |           | 7         |           |           | 1         | 6         | 3         |           | 10        | 10        |           |           | 8         |           |

### Finala
| |                       | Rezultate             | Rezultate | Rezultate | Rezultate | Rezultate | Rezultate | Rezultate | Rezultate | Rezultate | Rezultate | Rezultate | Rezultate | Rezultate    | Rezultate | Rezultate | Rezultate | Rezultate | Rezultate   | Rezultate | Rezultate | Rezultate | Rezultate | Rezultate | Rezultate | Rezultate | Rezultate | Rezultate | Rezultate | Rezultate | Rezultate | Rezultate  | Rezultate | Rezultate  | Rezultate     | Rezultate | Rezultate | Rezultate | Rezultate | Rezultate | Rezultate | Rezultate | Rezultate | Rezultate | Rezultate |
| Total | Finlanda              | Bosnia și Herțegovina | Danemarca | Lituania  | Ungaria   | Irlanda   | Suedia    | Estonia   | Grecia    | Rusia     | Franța    | Italia    | Elveția   | Regatul Unit | Moldova   | Germania  | România   | Austria   | Azerbaidjan | Slovenia  | Islanda   | Spania    | Ucraina   | Serbia    | Georgia   | Polonia   | Norvegia  | Albania   | Armenia   | Turcia    | Malta     | San Marino | Croația   | Portugalia | Țările de Jos | Belgia    | Slovacia  | Cipru     | Bulgaria  | Macedonia | Israel    | Belarus   | Letonia   |           |           |
| --- | --------------------- | --------------------- | --------- | --------- | --------- | --------- | --------- | --------- | --------- | --------- | --------- | --------- | --------- | ------------ | --------- | --------- | --------- | --------- | ----------- | --------- | --------- | --------- | --------- | --------- | --------- | --------- | --------- | --------- | --------- | --------- | --------- | ---------- | --------- | ---------- | ------------- | --------- | --------- | --------- | --------- | --------- | --------- | --------- | --------- | --------- | --------- |
| Concurenți | Finlanda              | 57                    |           |           | 5         | 1         |           | 3         | 7         | 7         |           |           |           |              | 5         |           |           | 2         |             |           |           |           | 10        |           |           |           |           | 5         | 12        |           |           |            |           |            |               |           |           |           |           |           |           |           |           |           |           |
| Concurenți | Bosnia și Herțegovina | 125                   |           |           |           |           |           |           | 8         |           | 3         |           | 5         | 4            | 12        |           |           | 7         |             | 12        |           | 12        |           |           |           | 12        |           |           | 4         | 7         |           | 10         |           |            | 7             |           | 8         |           |           |           | 2         | 12        |           |           |           |
| Concurenți | Danemarca             | 134                   |           |           |           |           |           | 12        | 10        | 10        |           |           | 7         |              |           | 5         |           | 6         |             |           |           | 8         | 12        |           |           |           |           | 3         | 7         |           |           |            | 5         | 4          |               |           | 12        |           | 6         | 3         | 7         |           | 10        | 1         | 6         |
| Concurenți | Lituania              | 63                    |           |           |           |           |           | 10        |           |           |           | 2         |           |              |           | 6         |           |           | 1           |           |           |           |           | 1         |           | 7         | 12        | 12        | 3         |           |           |            |           |            | 2             |           |           |           |           |           |           |           |           |           | 7         |
| Concurenți | Ungaria               | 53                    | 12        |           |           |           |           |           | 5         |           |           |           | 2         |              |           |           |           |           | 7           | 2         | 2         |           | 5         | 6         | 4         | 8         |           |           |           |           |           |            |           |            |               |           |           |           |           |           |           |           |           |           |           |
| Concurenți |                       |                       |           |           |           |           |           |           |           |           |           |           |           |              |           |           |           |           |             |           |           |           |           |           |           |           |           |           |           |           |           |            |           |            |               |           |           |           |           |           |           |           |           |           |           |
| Concurenți | Irlanda               | 119                   | 10        | 2         | 12        |           |           |           | 12        |           |           |           |           |              |           | 12        |           | 8         |             | 4         |           |           | 4         | 7         |           |           |           | 1         |           |           |           |            | 8         |            |               | 6         | 5         | 7         | 8         |           | 3         |           |           |           | 10        |
| Concurenți | Suedia                | 185                   | 6         | 5         | 10        |           | 10        | 4         |           | 12        | 6         | 1         | 10        |              |           | 3         | 3         |           | 3           |           | 3         | 4         | 7         | 5         | 1         | 1         | 1         |           | 10        |           | 4         | 4          | 6         | 6          | 4             |           | 10        | 4         | 10        | 10        |           | 6         | 12        | 4         |           |
| Concurenți | Estonia               | 44                    | 7         |           | 2         | 7         |           | 7         |           |           |           |           |           |              |           |           | 6         |           |             |           |           |           |           |           | 2         |           |           |           | 2         |           |           |            |           |            |               |           |           | 2         |           |           |           |           | 5         |           | 4         |
| Concurenți | Grecia                | 120                   |           |           |           |           | 8         |           |           |           |           | 8         |           | 2            | 2         |           | 1         | 10        | 8           |           | 8         |           |           |           | 6         | 3         | 6         |           |           | 10        | 7         |            |           | 8          |               |           |           | 8         |           | 12        | 10        | 3         |           |           |           |
| Concurenți | Rusia                 | 77                    |           |           |           | 6         | 3         |           |           | 5         | 1         |           |           |              |           |           | 5         | 5         |             |           | 4         |           | 1         |           | 8         | 4         | 4         |           |           | 4         | 8         |            |           |            |               |           |           |           |           | 2         | 4         |           | 8         | 5         |           |
| Concurenți |                       |                       |           |           |           |           |           |           |           |           |           |           |           |              |           |           |           |           |             |           |           |           |           |           |           |           |           |           |           |           |           |            |           |            |               |           |           |           |           |           |           |           |           |           |           |
| Concurenți | Franța                | 82                    | 4         | 4         |           |           |           |           |           |           | 12        | 3         |           | 1            |           |           | 2         |           |             |           |           |           |           | 10        | 5         |           | 2         |           |           | 2         | 5         |            | 1         | 3          | 6             | 2         |           | 12        |           | 7         |           |           |           |           | 1         |
| Concurenți | Italia                | 189                   | 3         | 6         |           | 10        | 4         | 5         |           | 6         | 10        |           | 8         |              | 4         | 7         |           | 3         | 6           | 6         | 1         | 3         | 3         | 12        |           | 2         | 7         | 10        |           | 12        | 6         |            | 10        | 12         |               | 10        |           | 6         |           | 1         |           | 1         |           | 3         | 12        |
| Concurenți | Elveția               | 19                    |           |           |           |           |           |           |           |           |           |           |           |              |           | 10        |           |           |             |           |           |           |           |           |           | 5         |           |           |           |           |           |            |           |            |               |           |           |           | 4         |           |           |           |           |           |           |
| Concurenți | Regatul Unit          | 100                   |           |           | 3         | 3         |           | 6         |           |           | 2         | 4         | 1         | 10           |           |           | 4         |           |             |           | 5         | 1         | 2         |           | 3         |           |           |           | 1         | 6         | 2         | 6          | 7         | 2          |               | 3         |           |           |           | 4         | 12        | 5         | 1         | 2         | 5         |
| Concurenți | Moldova               | 97                    |           |           |           | 4         |           | 8         |           |           |           | 7         | 4         | 8            |           | 8         |           | 4         | 12          | 5         | 7         |           |           |           | 7         |           | 5         |           |           |           |           |            |           |            |               | 5         |           | 1         | 5         |           |           |           |           | 7         |           |
| Concurenți |                       |                       |           |           |           |           |           |           |           |           |           |           |           |              |           |           |           |           |             |           |           |           |           |           |           |           |           |           |           |           |           |            |           |            |               |           |           |           |           |           |           |           |           |           |           |
| Concurenți | Germania              | 107                   |           | 3         | 8         | 2         |           |           | 6         |           | 4         |           | 3         | 6            | 8         |           |           |           |             | 10        |           | 7         | 6         | 3         |           |           |           | 4         | 5         |           |           | 3          |           |            | 1             |           | 7         | 5         |           |           |           |           |           | 8         | 8         |
| Concurenți | România               | 77                    |           |           | 4         |           | 1         | 1         |           | 1         |           |           |           | 12           |           |           | 12        |           |             | 1         | 6         |           |           | 8         |           |           |           |           |           |           |           | 5          |           |            |               |           | 4         | 10        |           |           | 6         |           | 6         |           |           |
| Concurenți | Austria               | 64                    | 1         | 7         | 1         |           | 2         |           | 4         |           |           |           |           |              | 7         | 2         |           | 12        |             |           |           | 5         |           |           |           |           | 3         |           |           |           | 3         | 1          | 2         |            | 3             |           | 1         |           | 3         |           | 5         | 2         |           |           |           |
| Concurenți | Azerbaidjan           | 221                   | 5         | 8         |           | 8         | 7         |           | 3         | 8         | 5         | 12        | 6         |              | 1         |           | 10        |           | 10          | 8         |           |           | 8         |           | 10        |           | 8         | 8         |           | 8         |           | 12         | 12        | 10         | 10            | 8         | 6         | 3         | 7         | 8         |           |           | 4         | 6         | 2         |
| Concurenți | Slovenia              | 96                    |           | 12        | 7         |           | 6         | 2         |           | 2         |           | 5         |           |              |           |           |           | 1         | 4           | 3         |           |           |           |           |           | 10        |           |           |           |           |           | 2          | 3         | 1          | 12            | 1         | 2         |           | 1         | 6         |           | 10        | 3         |           | 3         |
| Concurenți |                       |                       |           |           |           |           |           |           |           |           |           |           |           |              |           |           |           |           |             |           |           |           |           |           |           |           |           |           |           |           |           |            |           |            |               |           |           |           |           |           |           |           |           |           |           |
| Concurenți | Islanda               | 61                    | 8         | 1         | 6         |           | 12        |           | 1         |           |           |           |           | 5            | 10        | 4         |           |           |             |           |           |           |           | 2         |           |           |           |           | 8         |           |           |            |           |            |               | 4         |           |           |           |           |           |           |           |           |           |
| Concurenți | Spania                | 50                    |           |           |           |           |           |           |           | 4         |           |           | 12        |              | 3         | 1         |           |           | 5           |           |           | 2         |           |           |           |           |           |           |           | 5         |           |            |           |            |               | 12        |           |           | 2         |           |           | 4         |           |           |           |
| Concurenți | Ucraina               | 159                   |           |           |           |           |           |           | 2         |           | 7         | 10        |           | 7            |           |           | 8         |           | 2           |           | 12        | 6         |           |           |           | 6         | 10        | 2         |           | 3         | 12        | 7          | 4         |            | 5             | 7         |           |           | 12        | 5         | 8         | 7         | 7         | 10        |           |
| Concurenți | Serbia                | 85                    | 2         | 10        |           | 5         |           |           |           |           |           |           |           | 3            | 6         |           |           |           |             | 7         |           | 10        |           | 4         |           |           |           | 6         | 6         | 1         | 1         |            |           | 5          | 8             |           | 3         |           |           |           |           | 8         |           |           |           |
| Concurenți | Georgia               | 110                   |           |           |           | 12        | 5         |           |           | 3         | 8         | 6         |           |              |           |           | 7         |           |             |           | 10        |           |           |           | 12        |           |           | 7         |           |           | 10        | 8          |           | 7          |               |           |           |           |           |           | 1         |           | 2         | 12        |           |
| Tabelul este ordonat orizontal și vertical după apariția în finală, apoi orizontal după apariția în semifinale. |                       |                       |           |           |           |           |           |           |           |           |           |           |           |              |           |           |           |           |             |           |           |           |           |           |           |           |           |           |           |           |           |            |           |            |               |           |           |           |           |           |           |           |           |           |           |

## Comentatori
- Albania – Leon Menkshi[32]
- Australia – Julia Zemiro și Sam Pang[33]
- Austria – Andi Knoll[34]
- Belgia – Jean-Pierre Hautier și Jean-Louis Lahaye (RTBF),[35] André Vermeulen și Sven Pichal (VRT)[36]
- Croația – Duško Ćurlić
- Danemarca – Ole Tøpholm[37]
- Elveția – Sven Epiney (SF zwei),[38] Jean-Marc Richard and Nicolas Tanner (TSR 2)[39]
- Estonia – Marko Reikop[40]
- Finlanda – Tarja Närhi și Asko Murtomäki (în finlandeză) și Eva Frantz și Johan Lindroos (în suedeză)[41][42]
- Franța – Audrey Chaveau și Bruno Berbères (France Ô, a doua semifinală), Laurent Boyer și Catherine Lara (France 3, finala).[43]
- Georgia — Sopo Altunișvili
- Germania – Peter Urban, Steven Gätjen (doar prima semifinală)[44]
- Grecia – Maria Kozakou[45]
- Irlanda – Marty Whelan
- Islanda – Hrafnhildur Halldórsdóttir[46]
- Italia – Raffaella Carrà (a doua semifinală și finala) și Bob Sinclar (numai finala)[47][48]
- Letonia – Valters Frīdenbergs, Kārlis Būmeistars (doar finala)[49]
- Lituania – Darius Užkuraitis[50]
- Norvegia – Olav Viksmo-Slettan
- Polonia – Artur Orzech[51]
- Portugalia – Sílvia Alberto[52]
- Regatul Unit – Scott Mills și Sara Cox (BBC Three, semifinale), Graham Norton (BBC One, finala) și Ken Bruce (BBC Radio 2, final)[53]
- România – Liana Stanciu și Bogdan Pavlică
- Rusia – Iana Ciuricova și Iuri Aksiuta, Kiril Nabutov (numai finala)
- San Marino – Lia Fiorio[47]
- Serbia – Duška Vučinić-Lučić (prima semifinală și finala), Dragan Ilić (numai a doua semifinală) și Tanja Zeljković (Radio Belgrade 1, semifinals and final)[54]
- Slovacia – Roman Bomboš[55]
- Slovenia – Andrej Hofer (TV), Andrej Karoli (radio)
- Spania – José María Íñigo[56]
- Suedia – Edward af Sillén și Hélène Benno.[57]
- Turcia – Bülend Özveren
- Țările de Jos – Jan Smit și Daniel Dekker[58]
- Ucraina – Timur Miroșnîcenko, Tetiana Terehova
- Ungaria – Gábor Gundel Takács[59]

## Transmisiuni internaționale
- Australia: În ciuda faptului că Australia nu poate participa la concurs, acesta a fost difuzat pe canalul TV SBS, ca și în anii precedenți, avându-i comentatori pe Sam Pang și Julia Zemiro.[60]
- Noua Zeelandă
- Kazahstan
- Kosovo

### Transmisiune în high-definition
Unele țări au dat privitorilor posibilitatea de a urmări concursul în HD prin intermediul următoarelor canale de televiziune:
- Germania - ProSieben HD (prima semifinală), Das Erste HD (a doua semifinală și finala)
- Norvegia – NRK HD
- Polonia – TVP HD
- Portugalia – RTP HD
- Regatul Unit – BBC HD
- România - TVR HD
- Suedia – SVT HD

## Artiști care revin
| Artist                             | Țară                  | Ani precedenți                | Loc obținut |
| ---------------------------------- | --------------------- | ----------------------------- | ----------- |
| Dana International                 | Israel                | 1998                          | 1           |
| Dino Merlin                        | Bosnia și Herțegovina | 1999                          | 7           |
| Gunnar Ólafsson (Sjónni's Friends) | Islanda               | 2001 (în formația Two Tricky) | 22          |
| Lena Meyer-Landrut                 | Germania              | 2010                          | 1           |
| Zdob și Zdub                       | Republica Moldova     | 2005                          | 6           |